# SETAC (Präzisionsanflugverfahren)
SETAC (Sectorized TACAN), , ,  S. 522,  S. 318ff, 15-1war ein von Standard Elektrik Lorenz (SEL Deutschland) entwickeltes System für den Präzisionsanflug auf Landebahnen. Es baute auf auf dem für TACAN (TACtical Air Navigation) im L-Band (960 MHz bis 1215 MHz) genutzten Datenformat zur Rho-Theta-Navigation, um durch zusätzliche Pulse auch Daten übertragen zu können. Bereits 1956 wurde beim TACAN-DL (engl. TACAN-Data-Link) ein modifiziertes Format der Puls-Telegramme zur Datenübertragung verwendet.
Bei einer normalen TACAN wird ein durch die TACAN-Antenne ein 15 Hz PAM (Pulse-Amplitude-Modulation) moduliertes Coarse-Signal (dt. Grob-Information) und ein 135 Hz PAM-moduliertes Fine-Signal (dt. Fein-Information) omnidirektional (360°) abgestrahlt. Dies geschieht dadurch, dass auf alle ausgesendeten Pulse mit einer mechanisch-scanenden (m-scan) oder elektronisch-scanenden (e-scan) TACAN-Antenne die PAM für die Übertragung der Azimutinformation aufmoduliert wird. Zusätzlich zu Reply-Pulsgruppen auf, von TACAN-Interrogatoren in Luftfahrzeugen abgestrahlten Interrogations (dt. Abfragen), werden noch Squitter Pulse, Reference- und Fine-Pulsgruppen abgestrahlt. Diese erlauben es die 15 Hz- und die 135 Hz-Signale im TACAN-Interrogator an Bord eindeutig demodulieren zu können. Alle 30 s bis 40 s werden zusätzlich Puls-Paare ausgesendet, aus denen mittels Filterung ein 1350-Hz-Ton für die Identifikation (Id) demoduliert werden.
Ein SETAC-A-Transponder kann jedoch nur im Anflugbereich den Azimut mit der gleichen Genauigkeit wie ein TACAN-Transponder mit ausreichender Genauigkeit für die Azimutmessung abstrahlen. Er kann jedoch nicht für Mittelstreckennavigation verwendet werden, da vom SETAC-A Transponder nur eine 15 Hz Coarse-Information omnidirektional abgestrahlt wird, während das 135 Hz Fine-Signal nur in einem Sektor von 36° zur Nutzung als SETAC-A Localizer abgestrahlt wird. Das 15 Hz-PAM-Signal des SETAC wird auch als SETAC-Rundum-Informations-Bake (engl. Short Range Omnidirectional Beacon, SROB) oder Locator bezeichnet.
Der SETAC-A-Transponder liefert im Gegensatz zu einer normalen TACAN eine Präzisions-Schrägentfernung-Information (engl. Precision Slant-Range Distance), wie ein DME/P (Distance-Measuring-Equipment-Precission) und liefert dem SETAC-Interrogator an Bord eines Luftfahrzeuges die Slant-Range-Distance zwischen dem Luftfahrzeug und dem Aufsetzpunkt. Der SETAC-A-Transponder wird wie der Landeskurssender eines Instrumentenlandesystems (ILS-LocaLiZer, ILS-LLZ) vor der Landebahnschwelle der Gegenanflugrichtung platziert und besteht aus dem operativen SETAC-A-Transponder und einem im Hot-Standby laufenden Reserve-Transponder der bei Ausfall des Betriebssenders ohne Betriebsausfall übernehmen kann.
Für ein Präzisionsanflugverfahren ist jedoch nicht nur ein SETAC-A (A für Azimut)-Transponder, vergleichbar mit einem ILS-LLZ benötigt, sondern zusätzlich auch eine optionale Doppler-SETAC-E (E für Elevation) vergleichbar mit dem Gleitweg eins ILS (ILS-Glide-Path, ILS-GP).
Um eine Mittelstreckennavigation zu ermöglichen, ist ferner noch eine TACAN notwendig um eine Azimut-Information omnidirectional bereitzustellen. Hierzu wurde ein separater, aber in Funktionsweise von TACAN abweichender, modifizierter TACAN-Transponder, ORTAC-M (ORtungssystem im TACAN-Frequenzband - Monopuls) genannt, entwickelt. Nr. 3.2.3.2
Mittels eines vertikalen Phased-Array-Antenne wird die Gleitwinkel-Information abgestrahlt, die im SETAC-Bordempfänger ausgewertet wird und einem anfliegenden Luftfahrzeuge die Gleitweginformation liefert. Der SETAC-E-Teil wird wie ein ILS-GP-Sender neben der Runway nach dem Aufsetzpunkt platziert und besteht aus dem operativen SETAC-E-Modul und einem im Hot-Standby-Modus laufenden Reserve-Modul, das bei Ausfall des Betriebsmoduls übernehmen kann.
Für Luftfahrzeuge wurde für SETAC-Nutzung ein neu entwickelter MITAC-Interrogator (MIcro-TACan-Interrogator) verwendet. Dieser hatte die gleichen Abmessungen wie z. B. die Air-to-Air-fähigen TACAN-Interrogatoren (A/A-TACAN) vom Typ AN/ARN-52. Ein MITAC-Interrogator kann aufgrund der gleichen Abmessungen im verfügbaren Montagerahmen eingesetzt werden und auch die Steckverbindungen nutzen. Für den Präzisionsanflug wird der MITAC-Interrogator durch einen zusätzlichen SETAC-Einschub ergänzt. Für die Anzeige der SETAC-Informationen wurden ferner neue modifizierte Anzeigeinstrumente benötigt, dies waren:
- entweder ein Kreuzzeigerinstrument mit Slant-Range-Display (dt. Schrägentfernungsanzeige) vom Typ KEA, der die Schrägentfernung  (engl. Slant Range) zum Aufsetzpunkt in vollen Nautischen Meilen (NM) und  die Abweichung vom Landekurs angezeigt werden
- oder ein BDHI-(Bearing-Distance-Heading-lndicator)-Anzeigeninstrument (Typ: IMT 565) mit Precision-Slant-Range-Display (dt. Präzisions-Schrägentfernung-Anzeige) zeigt die Precisions-Slant-Range des P-DME bis zum Aufsetzpunkt in NM und 1/10 NM, den omnidirektionalen Coarse-Azimut oder den Präzisions-Azimut im Anflugsektor des SETAC-A-Transponders an.[9]

Der MITAC-Interrogator war für alle definierten 28 x und 128 y Pulse-Code (PC)-Kanäle, jedoch nicht die w-PC und z-PC-Kanäle des DME-P und eine Senderpulsspitzen-Ausgangsleistung von mindestens 1500 W spezifiziert.
Die SETAC-Nahbereichsnavigation dient dem Einflug in einen 50° breiten Sektor an den sich beidseitig noch ein jeweils 35° Fly-Left-/Fly-Righ-Bereich anschließt. Die Coverage betrug 20 NM bis 20 000 ft Höhe, bezogen auf den Standort des SETAC-Transponders. Die Sektor-Navigation erlaubt es ±23° auf der verlängerten Mittellinie der Landebahn den Landekurs zu wählen.
Das SETAC-Projekt entstand 1968 aus der Forderung der NATO nach einem einheitlichen Landesystem für alle Flugzeuge und Flugplätze des Militärbündnisses. 1971 wurde in Deutschland noch vor Aufstellung der taktischen Forderung (TaF) mit der Entwicklung begonnen, 1972 mit der technischen Erprobung.
1978 folgte die Militärisch-Technisch-Wirtschaftliche Forderung (MTWF), die SETAC-Entwicklung war aber schon fast abgeschlossen. Die NATO verwarf aber den deutschen Entwurf. Auch die Internationale Zivilluftfahrtorganisation (ICAO) zeigte kein Interesse an dem System. Dadurch war das System zu diesem Zeitpunkt für die Luftwaffe bereits wertlos, worauf führende Luftwaffenoffiziere auch mehrfach hinwiesen. Trotzdem begann ein über Jahre andauernder Konflikt um die Einführung.
Ursprünglich war eine Beschaffung von 1436 Bordgeräten und 83 Bodenanlagen geplant, im Jahre 1984 begann die Auslieferung von 592 Bordgeräten und 12 Bodenstationen. Der Preis für eine Bodenstation war mittlerweile aber von 1,5 auf 7,5 Millionen D-Mark gestiegen.
Die nun beginnende Systemmusterprüfung verlief allerdings völlig unbefriedigend, das primär in das Waffensystem Tornado eingebaute Gerät (für den Alpha Jet war das System aufgrund der Zuordnung der Instrumente nicht geeignet) erwies sich nicht nur als unzureichend, sondern auch als Gefahr für Piloten und Flugzeuge. Deswegen wurde die Erprobung bereits 1985 größtenteils abgebrochen.
1989 wurde das Ende des Projektes beschlossen, 1992 wurden die Geräte von der Luftwaffe ausgesondert und für insgesamt 15.315 D-Mark an Schrotthändler und einen Elektronikladen verkauft. Die Entwicklung und Beschaffung des Systems MITAC/SETAC kostete über 300 Millionen D-Mark.